# Illies
Illies är en kommun i departementet Nord i regionen Hauts-de-France i norra Frankrike. Kommunen ligger i kantonen La Bassée som tillhör arrondissementet Lille. År 2022 hade Illies 1 688 invånare.

## Befolkningsutveckling
Antalet invånare i kommunen Illies
| Referens: INSEE |